# Zygmunt Burago
Zygmunt Burago (ur. 6 kwietnia 1886 w Koluszkach, zm. 17 lipca 1920 pod Ułankami) – podporucznik piechoty Wojska Polskiego, kawaler Orderu Virtuti Militari.

## Życiorys
Urodził się w Koluszkach w rodzinie Franciszka i Franciszki Pauliny z Mikołajewskich. Absolwent Szkoły Technicznej w Chełmie. W 1917 jako ochotnik wstąpił do I Korpusu Polskiego w Rosji. Po rozbrojeniu Korpusu przyjechał do Warszawy i w listopadzie 1918 wstąpił do odrodzonego Wojska Polskiego. W składzie 21 pułku piechoty walczył na froncie ukraińskim i bolszewickim. Uczestniczył w obronie Lwowa i Bełza. Od 24 marca do 9 czerwca 1919 był uczniem klasy „N” Szkoły Podchorążych w Warszawie. 21 czerwca 1919 został mianowany z dniem 1 czerwca 1919 podporucznikiem w piechocie. W 21 pułku piechoty objął dowództwo kompanii technicznej. W lipcu 1920, po opanowaniu wsi Ułanki, widząc że kompania się cofa, z kilkoma żołnierzami rzucił się do ataku, pociągając za sobą całą kompanię, wieś została zdobyta. W końcowej fazie ataku został zabity. Za czyn ten został odznaczony pośmiertnie Krzyżem Srebrnym Orderu Wojskowego „Virtuti Militari”.

## Ordery i odznaczenia
- Krzyż Srebrny Orderu Wojskowego Virtuti Militari nr 5822 – 15 listopada 1922[7]